# Escape (Steve Jolliffe)
Escape is een studioalbum van Steve Jolliffe. Het album verscheen op het platenlabel Atlantis van zijn vriendin. Het album is daarna nog tweemaal uitgebracht; eenmaal als compact disc op Horizon Records (1994) en eenmaal als cd-r in 2006 (privé-uitgave). De muziek kreeg wat meer diepte dan zijn vorige albums doordat Jolliffe ook het lagere register van de polyfone synthesizers aansprak. Jolliffe haalde de klank van alle muziekinstrumenten uit een Ensoniq VFX. Sommige klanken klinken daarbij nog erg synthetisch, vooral de hobo. In Diver gebruikte Jolliffe de sequencermogelijkheden van de Ensoniq.

## Musici
- Steve Jolliffe – synthesizer

## Muziek

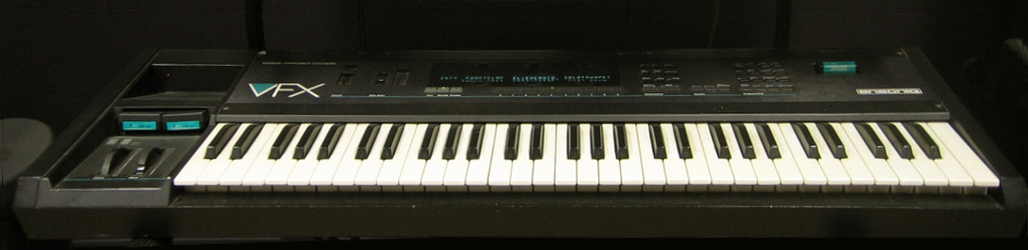
Ensoniq

| Nr. | Titel           | Duur  |
| --- | --------------- | ----- |
| 1.  | Journey’s begin | 7:37  |
| 2.  | Land unknown    | 7:15  |
| 3.  | Red witch       | 7:00  |
| 4.  | Desire          | 4:44  |
| 5.  | Diver           | 11:45 |
| 6.  | Free passage    | 4:18  |